# Figura Matki Boskiej w Policach nad Metují
Figura Matki Boskiej w Policach nad Metují – zabytkowy pomnik w miejscowości Police nad Metují.
Figura Matki Boskiej jest cennym przykładem sztuki późnego baroku we wschodnich Czechach. Znajduje się w narożniku klasztoru i muru cmentarnego. Stoi na cokole z piaskowca, który u dołu ma dwa stopnie, zwężone pośrodku i zakończone ostrosłupowym gzymsem, zwisającym u dołu i zwężającym się u góry. W przedniej części cokołu znajduje się luneta z rzeźbionymi literami. W górnej częścią cokołu od frontu jest metalowa latarnia. Oś figury ma łuk w kształcie litery S, środek ciężkości znajduje się na lewej nodze, prawa noga jest lekko wysunięta do przodu i wygięta. Na lewej ręce matka trzyma dzieciątko Jezus a prawą podtrzymuje je. Maryja patrzy przed siebie. Jezus ma głowę zwróconą w stronę matki. Nad głowami obu postaci znajduje się promienista aureola wykonana z metalu pomalowanego na biało. Rzeźba jest wykonana z piaskowca z Božanova.